# Portada/article octubre 7

## Robert Campin
Robert Campin (Valenciennes, 1375 – Tournai, 26 d'abril de 1444) fou un pintor i escultor flamenc del gòtic. Ell i els germans Van Eyck són considerats com els fundadors de l'escola flamenca del prerenaixement, moviment conegut amb el nom de primitius flamencs, tot i que realitzaren la seva obra en ciutats diferents: els Van Eyck a Bruges i Robert Campin a Tournai, que es on van residir.
No existeixen obres documentades al seu nom, si bé es considera que Robert Campin és el Mestre de Flémalle, nom sota el qual, el segle xix, va ser catalogada una sèrie de plafons d'un estil similar, que suposadament provenien del Castell de Flémalle i que actualment s'exhibeixen a Frankfurt del Main.